# Asakita-ku
Asakita-ku (安佐北区?) è uno degli otto quartieri amministrativi della città di Hiroshima, in Giappone.